# Lake Ridge
Lake Ridge és una concentració de població designada pel cens dels Estats Units a l'estat de Virgínia. Segons el cens del 2000 tenia 30.404 habitants.

## Demografia
Segons el cens del 2000, Lake Ridge tenia 30.404 habitants, 10.980 habitatges, i 8.103 famílies. La densitat de població era de 1.424,6 habitants per km².
Dels 10.980 habitatges en un 42,6% hi vivien nens de menys de 18 anys, en un 58,9% hi vivien parelles casades, en un 11,4% dones solteres, i en un 26,2% no eren unitats familiars. En el 20,1% dels habitatges hi vivien persones soles el 4% de les quals corresponia a persones de 65 anys o més que vivien soles. El nombre mitjà de persones vivint en cada habitatge era de 2,76 i el nombre mitjà de persones que vivien en cada família era de 3,21.
Per edats la població es repartia de la següent manera: un 29,5% tenia menys de 18 anys, un 7,5% entre 18 i 24, un 34,4% entre 25 i 44, un 23,6% de 45 a 60 i un 5% 65 anys o més.
L'edat mediana era de 34 anys. Per cada 100 dones de 18 o més anys hi havia 88,4 homes.
La renda mediana per habitatge era de 71.458 $ i la renda mediana per família de 80.998 $. Els homes tenien una renda mediana de 55.182 $ mentre que les dones 36.726 $. La renda per capita de la població era de 30.506 $. Entorn de l'1,7% de les famílies i el 2,3% de la població estaven per davall del llindar de pobresa.

## Poblacions més properes
El següent diagrama mostra les poblacions més properes.